# Завітневич Володимир Зенонович
Володи́мир Зено́нович Завітне́вич (нар. 2 квітня 1853, с. Литвяки Мінської губернії — 1927, Київ) — ординарний професор Київської духовної академії, публіцист та громадський діяч. Товариш Ради голів Київського товариства охорони пам'ятників старовини та мистецтва, член Історичного товариства імені Нестора-Літописця.

## Життєпис
Походить з старовинного роду священиків — його батько був протоієреєм Різдво-Богородичної церкви, мав ще сім братів і сестер.
Здобув освіту в Мінському духовному училищі, Мінській духовній семінарії, Санкт-Петербурзькій духовній академії — тут на його формування особливо вплинув Михайло Коялович.
У 1879 році призначений вчителем у Варшавське духовне училище. У Варшаві захопився історією православ'я.
У варшавських архівах знаходить документи про неоднозначну роль церкви і релігії у формуванні держави.
Проводить розвідки про політичні події, що передували Брестській унії.
В тому часі пише працю-дисертацію «Палінодія Захарія Копистенського та її місце в історії західноруської полеміки XVI—XVII століть» — 1883 року по ній отримав ступінь магістра богослов'я.
1884 року він затверджений на посаді доцента кафедри історії Київської духовної академії. Темою своєї докторської дисертації вибрав філософію Олексія Хомякова. Однак В. П. Рибінський писав в спогадах, що Завітневич «… різко відзначався від епігонів слов'янофільства, які виродились у тупих чорносотенців». Микола Бердяєв високо оцінив його дисертацію.
У 1884—1890 роках з В. Б. Антоновичем бере участь у археологічних розкопках могильних курганів на Полтавщині.
По своїх поглядах належав до «лівого крила», чим викликав незадоволення офіційної церковної верхівки, 1910 року змушений був піти у відставку, проте продовжував безоплатно читати лекції.
В 1916−1917 роках входив у склад редакції журналу «Християнська Думка», авторами якого були представники «лівого крила» Київської духовної академії.
1917 року брав участь у редагуванні часопису «Церковно-громадська думка».
1918 року тісно співпрацював з урядом Української держави, зокрема був у складі Ученого Комітету при Міністерстві сповідань, серед інших, був і Йосип Кречетович.
В тому ж часі був головою наукової комісії по виробленню програм щодо вивченню історії Української Церкви.
У 1917—1927 роках працював у Всеукраїнській Академії наук, зокрема, в історичній секції Академії наук з М. С. Грушевським.
Похований на Щекавицькому кладовищі в Києві.

## Праці
В пресі вийшли його історичні та суспільні розвідки-статті:
- 1888 — «Великий князь київський Святослав Ігоревич та історичне значення його богатирських подвигів»,
- 1899 — «Пам'яті О. С. Пушкина. Про значення особистості в історії»,
- 1900 — «Про вищі основи суспільної моралі»,
- 1900 — «Олексій Степанович Хом'яков»,
- 1902 — «Релігійний стан М. В. Гоголя в останні роки його життя»,
- 1904 — «Місце О. С. Хом'якова в історії російської народної самосвідомості»,
- 1906 — «З системи філософсько-богословського світогляду О. С. Хомякова»,
- 1906 — «Маніфест 17 жовтня у світлі історії»,
- 1907 — «Що треба розуміти під так званим „розривом“ інтелігентного суспільства з народом», 1914 — «Нариси з церковно-політичної історії Київської Русі Х — ХІІ століття» — у співавторстві з М. Д. Приселковим.